# Volvo PV51
A Volvo PV51 személygépkocsi, amelyet a Volvo 1936 decemberében mutatott be. 1938-ban a kissé átszabott PV53 váltotta fel. Ez az autó a második világháború végéig maradt gyártásban.

## PV51–52

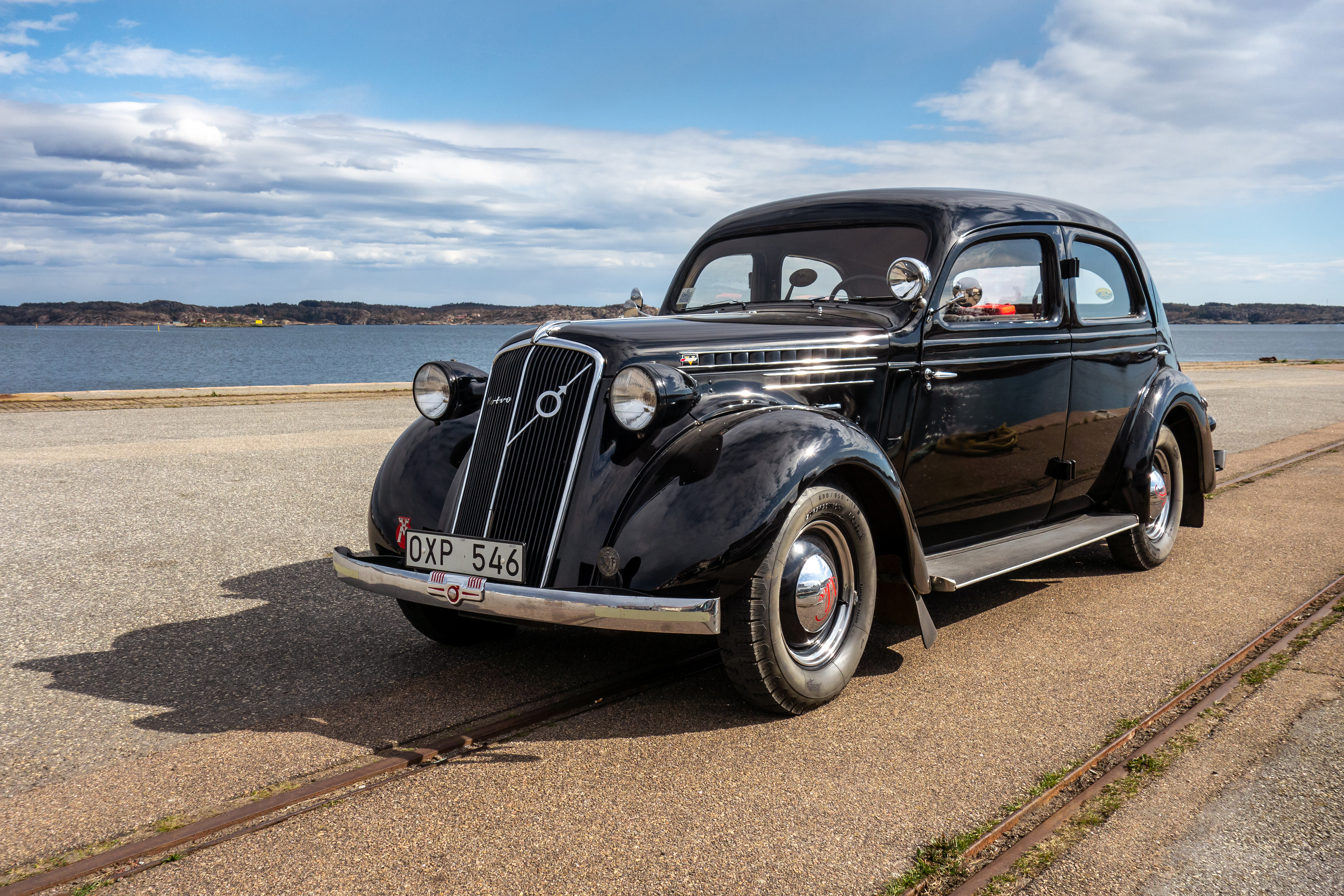
Volvo PV 51 (1937)

A Volvo autói meglehetősen drágák voltak az importált versenytársakhoz képest. A PV51 a Volvo kereskedőinek kérésére adott válasz volt, akik egy kisebb és olcsóbb modell bevezetését sürgették. A karosszéria hátulja hasonlított a Carioca modellére, ám az autó eleje teljesen új kialakítást kapott, a belső teret pedig leegyszerűsítették a költségek csökkentése érdekében. A PV51-nek azonban meg kellett elégednie egy merev első tengellyel.
1937 elején bemutatták a PV52 de luxe modellt. A felszereltség része volt a két napellenző, a két szélvédőlapát, egy óra, egy fűtőberendezés, valamint kartámasz mind a négy ajtón.

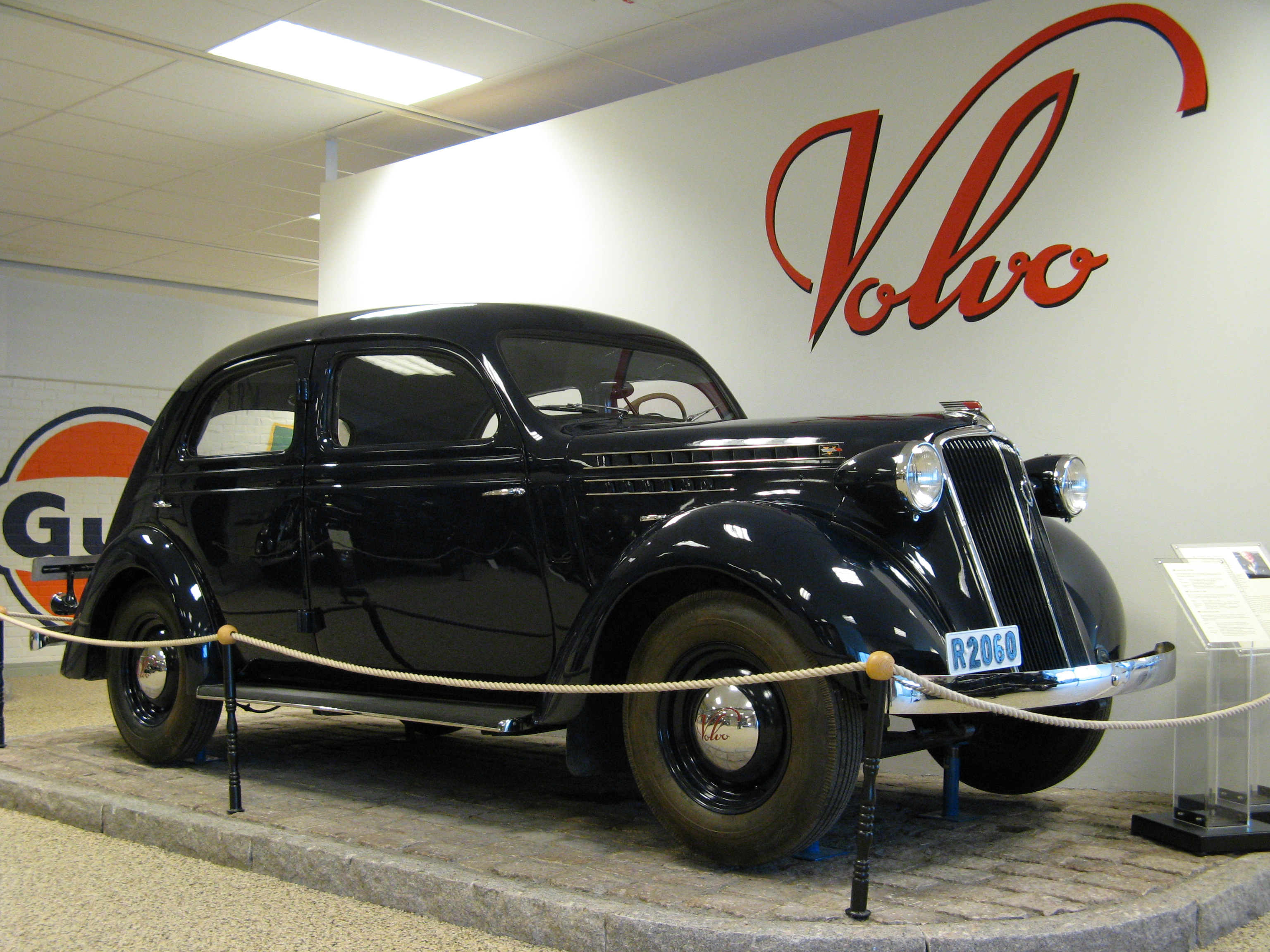
Volvo PV 52 (1937)

1938 márciusában jelentek meg a PV51 Special és a PV52 Special változatok. Ezeknél az autóknál a pótkerék a csomagtartó fedeléről a csomagtér aljára került át. Emellett a csomagtartót is megnövelték, hogy nagyobb csomagteret biztosítsanak.
Változatok
- PV51: 1936–1938, 1754 darab készült, alapmodell
- PV52: 1937–1938, 1046 darab készült, de luxe (felszereltebb) modell
- PV51 ch: 1936–1938, 205 darab készült, haszonjármű-alváz

## PV53–56

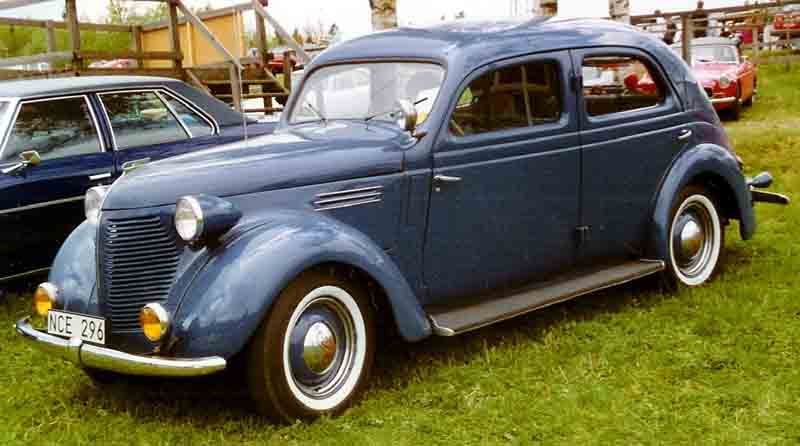
Volvo PV53 Sedan (1939)

1938 őszén a PV51–52 modelleket felváltotta a PV53–56 sorozat. Ezek az autók új, ék alakú hűtőrácsot kaptak az orr-részen, módosították a felfüggesztést és a kormányzást, továbbá korszerűsítették a belső teret és a műszerfalat. Az 53-as és 55-ös típusok egy pótkerék-bemélyedéssel ellátott csomagtartófedelet kaptak, szemben a PV54 és PV56 (valamint a PV51/52 Special) teljes méretű csomagtartójával és padlóra szerelt pótkerekével.

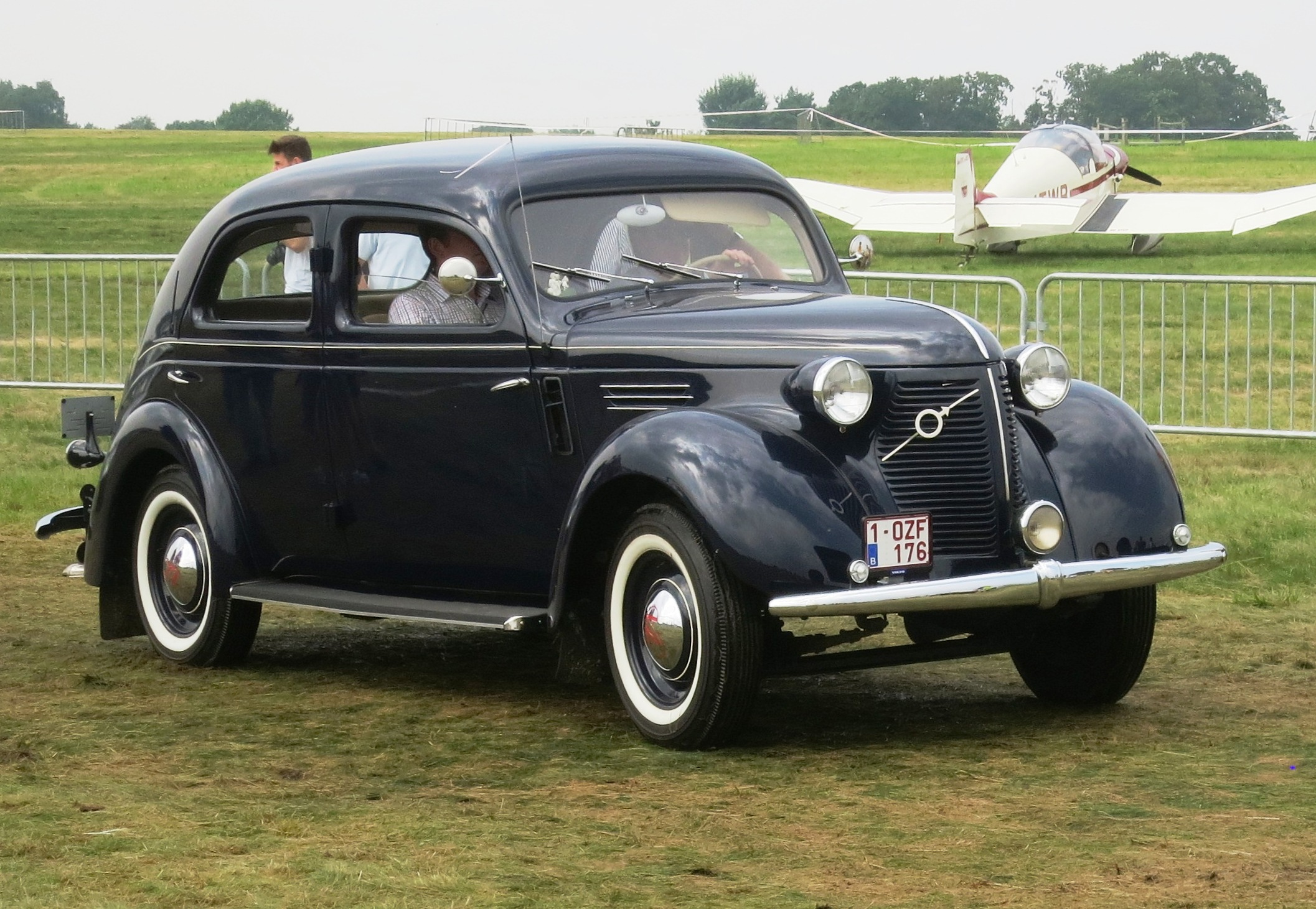
Volvo PV54 3670cc (1939)

A második világháború kitörése után a gyártás folytatódott, főként a svéd hadsereg és más hivatalos szervek számára történő szállítás céljából. A háborús időszakban készült autók többségét fagáz generátorral (fából előállított szintetikus üzemanyaggal működő rendszer) szerelték fel, amelyet az autó mögé kapcsolt pótkocsira szereltek. A motorokat ehhez a hazai eredetű üzemanyaghoz alakították át. Ilyen felszereltséggel a teljesítmény körülbelül 50 lóerőre (37 kW) csökkent.
Változatok
- PV53: 1938–1945, 1204 darab készült, alapmodell
- PV54: 1938–1945, 814 darab készült, alapmodell nagyobb csomagtartóval
- PV55: 1938–1945, 286 darab készült, de luxe modell
- PV56: 1938–1945, 1321 darab készült, de luxe modell nagyobb csomagtartóval
- PV57: 1938–1945, 275 darab készült, haszonjármű-alváz

## Fordítás
Ez a szócikk részben vagy egészben  a   Volvo_PV51 című angol Wikipédia-szócikk fordításán alapul.  Az eredeti cikk szerkesztőit annak laptörténete sorolja fel. Ez a jelzés csupán a megfogalmazás eredetét és a szerzői jogokat jelzi, nem szolgál a cikkben szereplő információk forrásmegjelöléseként.

## Lásd még
Volvo PV52